# 23992 Маркґоббс
23992 Маркґоббс (23992 Markhobbs) — астероїд головного поясу, відкритий 7 вересня 1999 року.
Тіссеранів параметр щодо Юпітера — 3,552.